# レダ (企業)
株式会社レダ（英語: Leda Co., Ltd.）は、東京都千代田区に本社を置き医療機器、美容健康関連商品等の開発・製造・販売を手がける企業。株式会社レダグループホールディングスも記述する。

## 沿革
1979年10月に宮城県仙台市青葉区立町で、セントラル通商株式会社を設立する。1981年から欧州のファッションブランドを扱い、1993年からM&Aで事業拡大を図り、1998年に「熱海つるやホテル」を傘下とする。1999年にゲルマニウムを素材とした医療機器「プチシルマ」「レダシルマ」を発表する。2001年に本社を東京都中央区銀座5-11-13へ移転する。2003年5月に千代田区紀尾井町ニューオータニ ガーデンコートへ本社を移転し、11月に株式会社レダへ商号を変更する。2007年に株式会社レダペティート（現 株式会社ヴィヴァン・アンド・カンパニー）を設立する。2009年に東京女子医科大学・早稲田大学連携先端生命医科学研究教育施設「TWIns」にレダの研究室を開設、広告代理店 株式会社創広を傘下とする。2012年にKABホールディングス合同会社を設立して東証二部上場株式会社カーチスホールディングスの株式を取得し、加畑雅之が会長となる。2015年10月に吸収分割で株式会社レダコーポレーションへ商品製造・販売・レンタル事業を承継する。10月に株式会社KABホールディングスへ商号を変更する。12月にKABホールディングス合同会社を吸収合併する。2018年8月に株式会社レダグループホールディングスへ商号を変更する。「レダの酵素121℃ 極上」が上海協力機構青島サミットの開催御礼品に選定される。インターネットプラットフォーム「PicknBuy24.com」を開始する。第1回日中第三国市場協力フォーラムで新華錦集団有限公司と戦略合作意向書を締結する。2019年に山東新華錦の100％子会社青島新華錦汽車貿易有限公司と合弁会社「青島新馳汽車有限公司」設立に関する合弁契約を締結する。
2023年5月に株式会社オウケイウェイヴと資本・業務提携を発表するも8月に解消する。

## おもな商品
- 一般医療機器 プチシルマ - 1999年発売。高純度99.999％ゲルマニウム素材使用の貼付型一般医療機器。肩・首・腰などコリを感じる部位に貼ることでコリを緩解[大言壮語的]。ゲルマニウム粒は半永久的に再使用可能。
- プチシルマ・メディカルサポーター510K - 2013年発売。プチシルマ粒と機能性にこだわったサポーターを合体したサポーター。プチシルマ粒がサポーターに装着されて自分で貼る手間がなく使い勝手の良さが好評[要出典]の商品。腰用・多機能（ヒザ・足首など）用の2種類を販売。
- 管理医療機器 レダシルマ - 1999年発売。日本初のゲルマニウムとシルバーやゴールド、プラチナなどを融合した医療機器ジュエリー。ネックレス、ブレスレット、リングなど。
- ピュアゲルマローラー999 - 2009年発売。ゲルマニウム素材の美顔ローラー。気軽に自宅でできるエステとして人気に[要出典]。
- レダの酵素121℃シリーズ - 第1号のスタンダードタイプが2016年発売。熱や酸に強い酵素の主成分の特長が評価されて新しい酵素ドリンクのポジションを獲得[要出典]。2017年プレミアムタイプ発売。
- プラピュア・Ｇ - 2012年発売。プラセンタを独自に商品化。高純度・質濃度のプラセンタエキスに美容と健康にうれしい[独自研究?]成分配合。
- ヴィヴァン・バランス・プレミアム - 2013年発売。プリフェノールの一種レスベラトロール、多種類のプリフェノールを含有するアサイーをはじめスーパーフルーツ20種類ものフルーツ成分と機能性成分をバランスよく配合[大言壮語的]。
- レダの水素ＳＰＡピュアプラス - 2014年発売。浴槽に入れて入浴するだけで肌が良い状態[大言壮語的]。自宅でエステ気分が味わえる商品として人気に[大言壮語的][要出典]。

## グループ企業
- 株式会社レダグループホールディングスグループ - 有価証券の保有および管理。経営コンサルティング業、投資・金融および不動産賃貸業。
- 株式会社レダ - 医療機器、美容健康関連商品の開発・製造・販売。
- 株式会社ヴィヴァン・アンド・カンパニー - プチシルマ健康館フランチャイズチェーン店の運営・指導。医療機器、美容健康器具、美容健康のための装身具、加工食品（健康食品およびサプリメント）の販売。
- 株式会社創広 - 雑誌広告によるメディア戦略、クロスメディア戦略（テレビ・新聞・ラジオ・WEB等）、マーケティング、企画、コンサルティング、新商品の企画立案、セールスプロモーション。
- 株式会社グローバルキャピタルマネージメント - 宅地建物取引および不動産事業。
- 株式会社レダックス - 自動車の買取事業、自動車の販売事業、自動車の流通に関わる事業、子会社の経営管理等。
- 株式会社カーチス - 自動車流通業、整備事業、保険事業。
- 株式会社アガスタ - 中古車輸出業、中古車販売サイトの運営。
- 株式会社タカトク - 輸入車・国産車の自動車用品および部品の卸売販売。

## 宣伝・広告
※ いずれも「プチシルマ」シリーズとなる。

### テレビCM
- 研ナオコ（2002年 - 2010年代・2023年）
- ともこ[5]（2007年 - 2010年代・2023年）
- ジャンボ尾崎（2002年）
- 林家ペー（2003年）
- 志村けん（2005年 - 2010年代）[注 1]
- 中村玉緒（2012年・2015年）

### ラジオCM
※ 現在は放映されていない。
- ラジオ時報CM（2023年5月7日 - 2025年3月30日、JFNC系列）週末A枠、午前5:00 - 7:00。